# Mellette megye
Mellette megye az Amerikai Egyesült Államokban, azon belül Dél-Dakota államban található. Megyeszékhelye és legnagyobb városa White River. Lakosainak száma 1918 fő (2020. április 1.). Mellette megye Jones, Lyman, Tripp, Todd, Jackson és Bennett megyékkel határos.

## Népesség
A megye népességének változása:
| Lakosok száma | 2037 | 2109 | 2090 | 2081 | 2050 | 1918 |
|               | 2010 | 2011 | 2012 | 2013 | 2015 | 2020 |